# Erodium foetidum
Erodium foetidum är en näveväxtart. Erodium foetidum ingår i släktet skatnävor, och familjen näveväxter.

## Underarter
Arten delas in i följande underarter:
- E. f. antariense
- E. f. celtibericum
- E. f. cheilanthifolium
- E. f. foetidum